# NAUTILUS
NAUTILUS — ультракриогенный резонансно-стержневой детектор гравитационных волн в Италии, управляемый ROG-коллаборацией во Фраскатийской национальной лаборатории Национального института ядерной физики.
Измеренная чувствительность на второй запуск составляет 4×10−22 Гц−1/2 в диапазоне 1 Гц и выше чем 3 × 10−20 Гц−1/2 в диапазоне 25 Гц, с рабочим циклом 80 %, главным образом ограниченным криогенными операциями.
Устройство имеет алюминиевый стержень весом 2350 кг, длиной 3 м и диаметром 0,6 м, подвешенный медным кабелем посередине. Стержень охлаждён до 0,1 К в среде 3He-4He. Вибрации стержня трансформируются в электросигналы ёмкостным преобразователем, образующим вместе со стержнем двухосцилляторную систему. Сигналы идут на входную катушку усилителя СКВИД, а с него на усилитель ФЕТ и обратно с целью стабилизировать работу СКВИД. Аппарат также содержит акселерометры и датчики магнитного поля в криостате. Также имеется система фильтрации космических лучей (мюоны и адроны), которые могут симулировать всплески гравитационных волн.
Первый запуск был произведён в 1995-97. Детектор повторно запущен второй раз в 1998 после переработки, давшей улучшенные показатели шума и чувствительности. И третий — в 2002, когда произошло обновление стержня, СКВИД, и настройка на частоту 935 Гц обнаруженного пульсара в SN 1987A. Чувствительность на этот раз — 6×10−23 Гц−1/2.